# باراكودا الفرنسية (فئة غواصة)
فئة باراكودا Barracuda (أو فئة Suffren) هي فئة غواصات هجومية نووية جديدة، صممتها شركة بناء السفن الفرنسية Naval Group لصالح لبحرية الفرنسية، وذلك لتحل محل الغواصات من فئة Rubis.
بدأ البناء في عام 2007 على أن يتم تشغيل الوحدة الأولى في عام 2019.
وستستخدم غواصات الفئة باراكودا تقنيات الفئة Triomphant، بما في ذلك الدفع النفاث. وقد ورد ببعض المصادر إن غواصات هذه الفئة تنتج ما يقرب من 1/1000 من الضوضاء القابلة للكشف مقارنة بغواصات الفئة Redoutable، كما توصف بأنها أكثر حساسية بعشرة أضعاف في اكتشاف الغواصات الأخرى. وسيتم تزويدها بصواريخ كروز تطلق من خلال أنبوب طوربيد MDCN SCALP Naval ذات المدى الطويل (أكثر من 1000 كيلومتر) وذلك ضد الأهداف الأرضية الاستراتيجية. وشمل مهامها مكافحة سفن السطح والغواصات، والهجوم البري، وجمع المعلومات الاستخبارية، وإدارة الأزمات والعمليات الخاصة.

## لمحة تاريخية
في أكتوبر 1998 ، أنشأت وكالة Générale pour l'Armement -وكالة المشتريات الدفاعية التابعة للحكومة الفرنسية- فريقاً متكاملاً يتألف من موظفي البحرية، علاوة على أعضاء من شركة DCN (نافال جروب حالياً) وشركة Technicatome (التي استحوذت عليها آرافا فيما بعد، وكذلك الهيئة التنظيمية التي تشرف على محطات الطاقة النووية. وذلك للإشراف على تصميم فئة الغواصة الهجومية الجديدة. كان من المفترض أن تقوم DCN (نافال جروب) بتصميم وبناء بدن الغواصة في حين أن Technicatome (آرافا)، تتولى مسئولية المفاعل النووي. وكان على الشركتين العمل معا كمقاول رئيسي واحد لتقاسم المخاطر الصناعية وإدارة الجداول الزمنية، وتكونا مسؤولتان عن أداء التصميم وتكاليفه، والتي كانت تقدر في ذلك الوقت بمبلغ 4.9 مليار دولار أمريكي.

ووفقًا للعقد الموقع في ديسمبر 2006 ، كان يفترض أن تشرع أول غواصة من الفئة في إجراء الاختبارات البحرية في أوائل عام 2016، مع إتمام التسليم في أواخر 2016/أوائل عام 2017. وكذلك دخول الخدمة في أواخر عام 2017.

واعتبارا من أوائل عام 2016، أول غواصة جديدة من طراز باراكودا (Suffren)، ستبدأ الاختبارات البحرية في ربيع عام 2017، مع التسليم المتوقع في أواخر عام 2017 وإدخالها الخدمة في 2018.

وقد قامت DCNS (نافال جروب) أيضًا بتصميم نسخة تقليدية الطاقة، أطلق عليها اسم SMX-Ocean، وتضم خلايا وقود وقواذف رأسية.

وقد تم اختيار تصميم تقليدي آخر، وهو شورتفين باراكودا Shortfin Barracuda ، لإحلاله محل فئة الغواصات Collins-class لدى البحرية الملكية الأسترالية.

وفي عام 2016، بدأت DCNS (نافال جروب)أيضا بالتقدم بتصميم Suffren/SMX Ocean في مشروع الغواصات الكندية المستقبلية للبحرية الملكية الكندية. ومن المقرر أن يحل المشروع محل الغواصات من طراز فيكتوريا Victoria-class بحلول عام 2030.

## الوصف والتصميم
يتضمن المفاعل النووي في غواصات الفئة باراكودا عدة تحسينات على مفاعل فئة Rubis السابقة. ومن الجدير بالذكر، أنها تزيد الفترة الزمنية بين إعادة التزود بالوقود والإصلاحات الشاملة (RCOHs) من 7 سنوات إلى 10، مما يتيح توافر وديمومة أعلى في البحر.
ودعماً لمهام العمليات الخاصة، قد تستوعب الغواصة من فئة باراكودا ما يصل إلى 12 فرد كوماندوز، بينما تحمل معداتها في حجرة متنقلة.
في 22 ديسمبر 2006، وضعت الحكومة الفرنسية طلبًا بقيمة 7.9 مليار يورو لشراء ست غواصات من طراز باراكودا من DCNS (نافال جروب) ومفاعلات الطاقة النووية الخاصة بها من آرفا Areva-Technicatome.
تأتي غواصات باراكودا بسرعة مساوية لتلك التي تنطلق بها غواصات الفئة Rubis، ولكن مع إزاحة تفوقها بنسبة كبيرة (إزاحة السطح لفئة Rubis لم تتجاوز 2400 طن) وعمق غوص 350 متر للغواصة باراكودا والذي يفوق عمق اختبار الغواصة Rubis وهو 300 متر فقط. كما وإن المستوى العالي من التشغيل الآلي ودمجه في أنظمة التشغيل ومهام الغواصة سيسمح بخفض العنصر البشري إلى 60 فرد (في طاقمين) مقارنة مع 78 في فئة Rubis. وكذلك سيتم تخفيض التكلفة التشغيلية بنسبة 30 ٪ مقارنة مع فئة Rubis.
وتضم باراكودا مجموعة من تقنيات مراقبة الغوص والسلامة والأضرار، ونظام متكامل لإدارة المنصة Integrated Platform Management System IPMS. ويشتمل تصميم البدن كذلك على مجموعة من تقنيات التخفي بغرض تقليل البصمة الصوتية والمغناطيسية والرادارية والبصرية.

## غواصات الفئة
| الاسم           | التسلسل | بدء البناء     | التدشين | دخول الخدمة  | الميناء |
| --------------- | ------- | -------------- | ------- | ------------ | ------- |
| Suffren         |         | 19 ديسمبر 2007 |         | المتوقع 2019 | Toulon  |
| Duguay-Trouin   |         | 26 يونيو 2009  |         | المتوقع 2020 | Toulon  |
| Tourville       |         | 28 يونيو 2011  |         | المتوقع 2022 | Toulon  |
| Dupetit-Thouars |         |                |         | المتوقع 2025 | Toulon  |
| Duquesne        |         |                |         | المتوقع 2027 | Toulon  |
| De Grasse       |         |                |         | المتوقع 2029 | Toulon  |

## نسخة الدفع التقليديشورتفين باراكودا
قدمت نافال جروب (DCNS سابقاً) نسخة ديزل-كهرباء من الفئة باراكودا، تحت اسم شورتفين باراكودا Shortfin Barracuda Block 1A إلى مرحلة عملية التقييم التنافسي (CEP) لاستبدال غواصات كولينز Collins-class بالبحرية الإسترالية. وقد فازت بعقد قيمته 50 مليار دولار أسترالي مقابل شراء 12 غواصة من هذه الفئة.
هذا وأعلنت أستراليا، يوم 16/9/2021 ، انسحابها رسميا من صفقة شراء غواصات من فرنسا، وإطلاق شراكة أمنية مع الولايات المتحدة وبريطانيا.
وقال رئيس الوزراء الأسترالي، سكوت موريسون، إن بلاده لن تمضي في صفقة الغواصات مع فرنسا، وبدلا من ذلك ستطلق شراكة أمنية، وصفها بالتاريخية، مع الولايات المتحدة وبريطانيا، مشيرا إلى أن بلاده ستحصل في إطار هذه الشراكة على غواصات تعمل بالطاقة النووية.